# Ormetica abdalsan
Ormetica abdalsan là một loài bướm đêm thuộc phân họ Arctiinae, họ Erebidae.